# مات فورد
مات فورد (بالإنجليزية: Matt Ford)‏ هو لاعب كرة قاعدة أمريكي، ولد في 8 أبريل 1981 في بلانتيشن في الولايات المتحدة.

## وصلات خارجية
- مات فورد على موقعبيزبول رفرنس.كوم (الدوري الرئيسي) (الإنجليزية)
- مات فورد على موقعبيزبول رفرنس.كوم (الدوري الثانوي) (الإنجليزية)
- مات فورد على موقع مشجعي الرسوم البيانية (الإنجليزية)